# پادشاهی چین (۱۹۱۶-۱۹۱۵)
پادشاهی چین تلاشی کوتاه بود از سوی سیاستمدار و ژنرال چینی یوآن شیکای که از اواخر ۱۹۱۵ تا اوایل ۱۹۱۶ صورت داد تا دوباره حکومت پادشاهی را به چین بازگرداند و حکومت دودمان هانگشیان (洪憲皇帝) را در کشور آغاز کند. تلاش او دست آخر محکوم به شکست بود و تنها باعث عقب راندن جمهوری چین و سال‌ها درگیری میان سرداران نظامی شد.

## آماده‌سازی
پس از آنکه یوآن شیکای به عنوان دومین رئیس‌جمهور جمهوری چین به قدرت رسید گام‌های مهمی در جهت تحکیم قدرت و حذف رهبران مخالفان برداشت. او برای تضمین بیشتر حکومتش با قدرت‌های اروپایی و ژاپن وارد مذاکره و همکاری شد. در حدود سال ۱۹۱۵ فردی به نام یانگ دو را به همراه همکارانش نصب کرد تا جو را برای بازگشت حکومت پادشاهی آماده کنند. در ۱۱ دسامبر ۱۹۱۵ یوآن شیکای بدون مخالف به عنوان شاه برگزیده شد. یوآن در ظاهر مخالفت کرد اما در عمل نظرش را عوض کرد درنتیجه هنگامی که مجلس ملی دوباره همان روز از او درخواست کرد او بی درنگ پذیرفت. در ۱۲ دسامبر یوآن با همراهی و پشتیبانی پسرش یوآن کدینگ خود را پادشاه بزرگ چین معرفی کرد (نویسه‌های چینی ساده‌شده: 中华帝国大皇帝) و نام هانگشیان (نویسه‌های چینی ساده‌شده: 洪宪) را برای سلسله برگزید. او آیین و مراسم ورود به قدرت را تا ۱ ژانویه ۱۹۱۶ عقب انداخت. او دستور داد تا لباس‌های منچو از فرهنگ حذف شود و به جای آن لباس قوم هان با اندکی تغییر به فرهنگ بازگردد. او لباس تازهٔ قوم هان را در نمایش‌های لباس به تن می‌کرد. حتی یکی از مراسم‌های نمایش لباس به دلیل معشوقهٔ کره ای او، به هم ریخت.
یوآن اندکی پس از به قدرت رسیدن به خویشاوندان و دوستان نزدیکش عنوان‌های حکومتی داد.

## سرنگونی

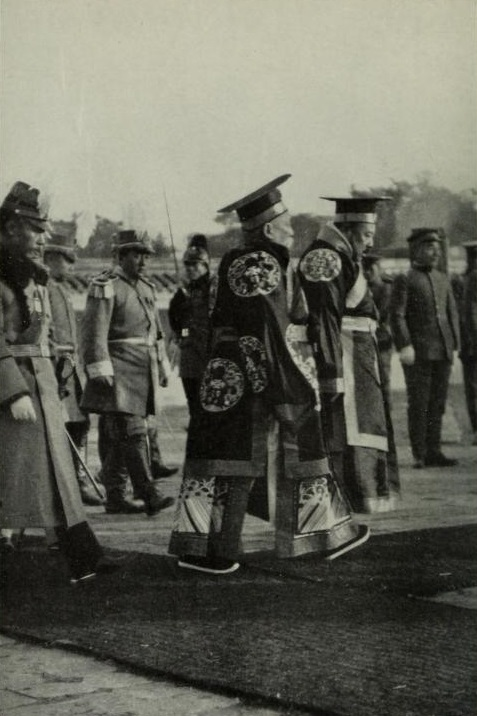
یوآن در روز تاجگذاری

سال ۱۹۱۶ سال نخست حکومت هانگشیان و سال پنجم جمهوری بود اما پادشاه نه تنها مورد اعتراض انقلابیون قرار گرفت بلکه زیردستان نظامی او نیز سر ناسازگاری گذاشتند. زیردستان نظامی او بر این باور بودند که یوآن با رسیدن به قدرت دیگر نیازی به تکیه به قدرت نظامی‌ها نخواهد داشت.
استان‌ها یکی پس از دیگری به استقلال می‌رسیدند که نخستین آن‌ها یون‌نان بود. آن‌هایی که استقلال یافتند ارتش نگهبان ملی (護國軍) را تشکیل دادند. ژنرال‌های حامی یوآن که سربازهایشان از حکومت حقوق دریافت نکرده بودند در برابر ارتش نگهبان ملی، سرسختانه نایستادند درنتیجه ارتش یوآن با اینکه آموزش دیده تر بود دچار شکست‌های پی در پی شد.
دولت‌های خارجی با دیدن ضعف یوآن، دست از حمایت او برداشتند و از هیچ سوی جنگ حمایت نکردند. امپراتوری ژاپن نخست تهدید به یورش کرد سپس پذیرفت که در چین میان گروه‌ها جنگ است و اجازه داد شهروندان ژاپنی از انقلابیون حمایت کنند. یوآن هنگامی که با مخالفت‌های جهانی روبرو شد مدام مراسم تاجگذاری را عقب می‌انداخت تا مخالفان کمی آرام شوند او در عمل در ۱۷ مارس حکومت را به لیانگ شیئی واگذار کرد و در ۲۲ مارس رسماً کنار کشید. پادشاهی تازه در مجموع ۸۳ روز عمر کرد.
یوآن شیکای در ۵ ژوئن به دلیل اورمی در سن ۵۶ سالگی از دنیا رفت.